# Lnice květel
Lnice květel (Linaria vulgaris Mill.) je hojně rozšířená vytrvalá bylina z čeledi jitrocelovité (Plantaginaceae), v dřívějších taxonomických systémech před nástupem fylogenetiky řazená do čeledi krtičníkovité. V české květeně má status dávno zdomácnělého archeofytu.

## Popis

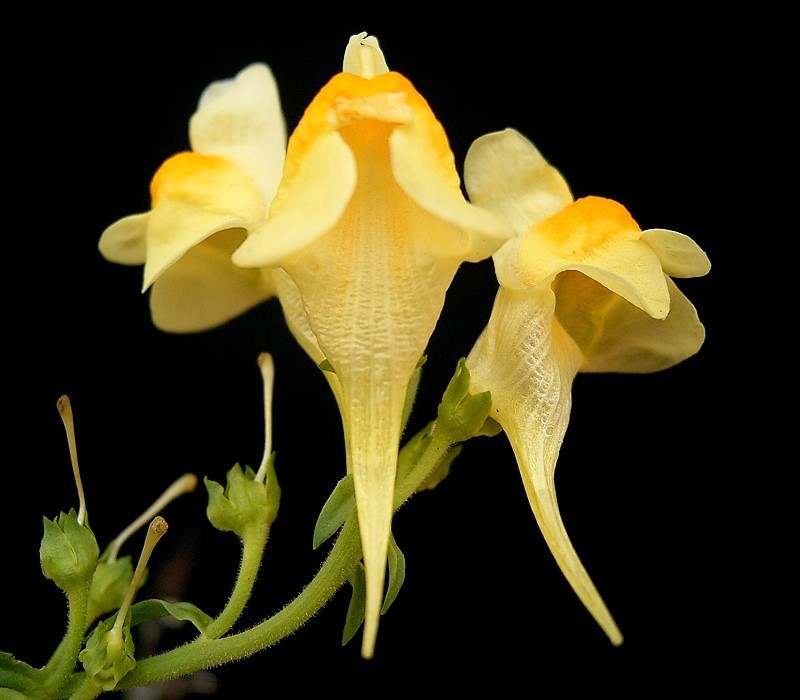
Detail ostruhatého květu

Je to až půl metru vysoká, zpravidla nevětvená bylina, s plazivým oddenkem a hustým hroznovitým květenstvím. Květy jsou nápadné až 1 cm dlouhou ostruhou, jejich koruna má světle žlutou a patro dolního pysku oranžovou barvu. Květy měří bez ostruhy 16–22 mm a rozkvétají od června do září.
Celokrajné listy jsou střídavé, přisedlé, čárkovitě kopinaté. Plodem je dvoupouzdrá vejčitá tobolka s velkým množstvím široce křídlatých semen (až 32 000 na rostlinu).

## Rozšíření a ekologie
Roste hojně až obecně na polích, suchých úhorech, mezích, pasekách, podél cest či na různých ruderálních stanovištích, od nížin do podhůří. Má v oblibě kypré, kamenité nebo písčité půdy a teplejší, výslunná stanoviště. Její květy jsou opylovány čmeláky.
Areál rozšíření zahrnuje celou Evropu kromě nejsevernějších okrajů a západní Asii.

## Použití
Jedná se o starou léčivou rostlinu obsahující flavonoidy a organické kyseliny, díky nimž působí projímavě a močopudně. V přírodní medicíně se však už prakticky nepoužívá.